# Sevilla 2019-2022
Sevilla 2019-2022 es un importante programa de actuaciones en diversos ámbitos que pretende conmemorar a nivel mundial el V centenario de la I circunnavegación de la Tierra entre septiembre de 2019 y septiembre de 2022. Un programa continuado, con hitos de distinta escala, abarcando todas las ciencias humanas y buscando respuestas a preguntas comunes.
La conmemoración consta de un nuevo modelo de organización que ya no estará centralizado en el terreno sino que será central en su inteligencia e integrador en su estrategia, ejecutando el más amplio programa de actuaciones posible y en cualquier rincón del planeta que esté dispuesto a identificarse con el espíritu abierto de la conmemoración. La sede física se encuentra en la ciudad de Sevilla (España) como promotora de la iniciativa y por ser origen y final de aquel viaje que la convirtió en el centro geográfico, estratégico y político de la primera visión global de la Tierra.

## Historia

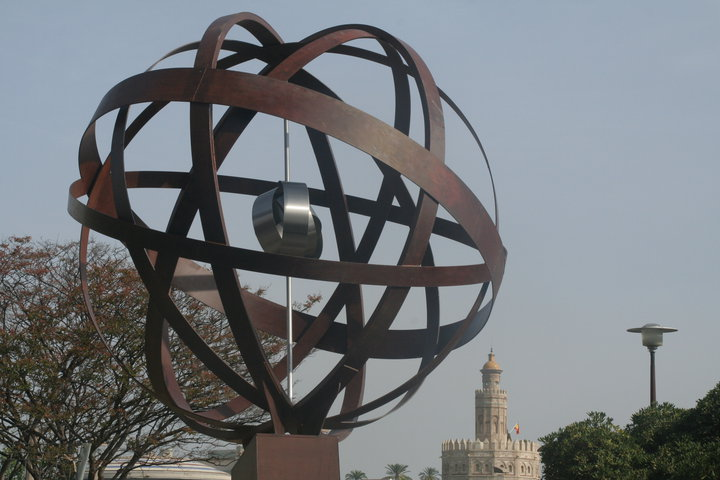
Esfera armilar que marca la Milla Cero de la Tierra.

En la primavera de 2007, varias personas, convocadas por la asociación ciudadana Civiliter, elaboran una propuesta con la intención de reivindicar la epopeya de la primera vuelta al mundo y la figura de Magallanes, con la vista puesta en la conmemoración de los 500 años de ese hecho determinante en la historia de la humanidad. De esa propuesta nace el "MANIFIESTO PARA LA CONMEMORACIÓN DE LA PRIMERA CIRCUNNAVEGACIÓN DE LA TIERRA EN SU QUINTO CENTENARIO".
Las continuas adhesiones al manifiesto desembocan en una iniciativa ciudadana que en 2009 consigue el apoyo del Ayuntamiento de Sevilla que la presenta al mundo en Brasil durante el foro de la Alianza de las Civilizaciones de la ONU en mayo de 2010. En septiembre de ese mismo año comienza el programa de actos con la instalación de una esfera armilar en el lugar desde donde partió la expedición de Magallanes, el muelle de las mulas en Sevilla. Réplicas de esta esfera se colocarán en los próximos años en ciudades de todo el mundo.